# 3504 Kholshevnikov
3504 Kholshevnikov (1981 RV3) là một tiểu hành tinh vành đai chính được phát hiện ngày 3 tháng 9 năm 1981 bởi N. Chernykh ở Nauchnyj.